# Cassida denticollis
Cassida denticollis — жук підродини щитоносок з родини листоїдів.

## Поширення
Поширений з заходу Палеарктики на схід в Монголію і в Китаї (Сіньцзян-Уйгурський автономний район)

## Екологія та місцеперебування
Кормовими рослинами є рослини із родини айстрових (Asteraceae): деревій (Achillea millefolium), полин гіркий (Artemisia absinthium), полин польова (Artemisia campestris), пижмо щиткові (Tanacetum corymbosum) і пижмо звичайне (Tanacetum vulgare).